# Allotropa virgata
Allotropa virgata är en ljungväxtart som beskrevs av John Torrey och Gray. Allotropa virgata ingår i släktet Allotropa och familjen ljungväxter. Inga underarter finns listade i Catalogue of Life.

## Bildgalleri

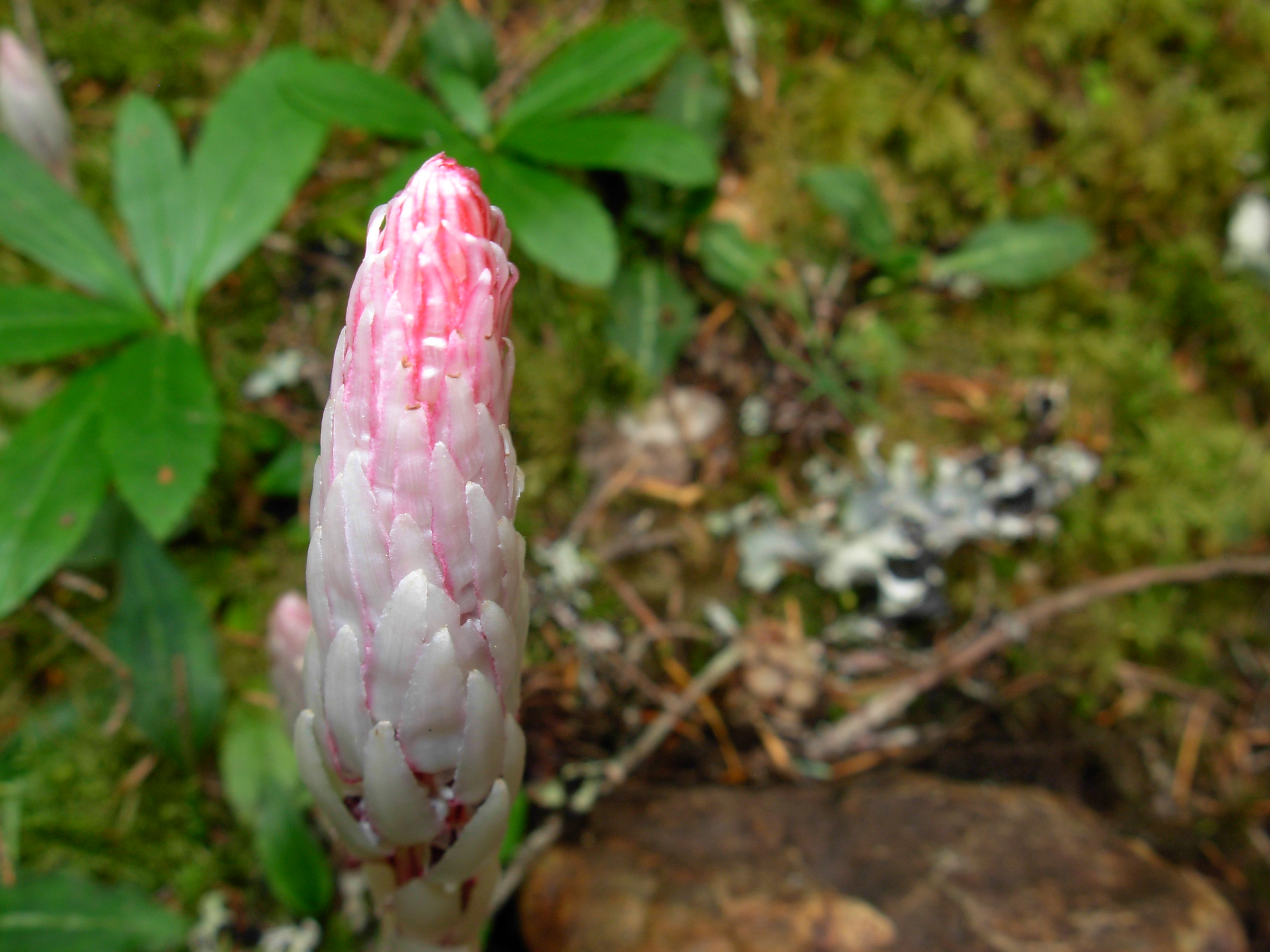
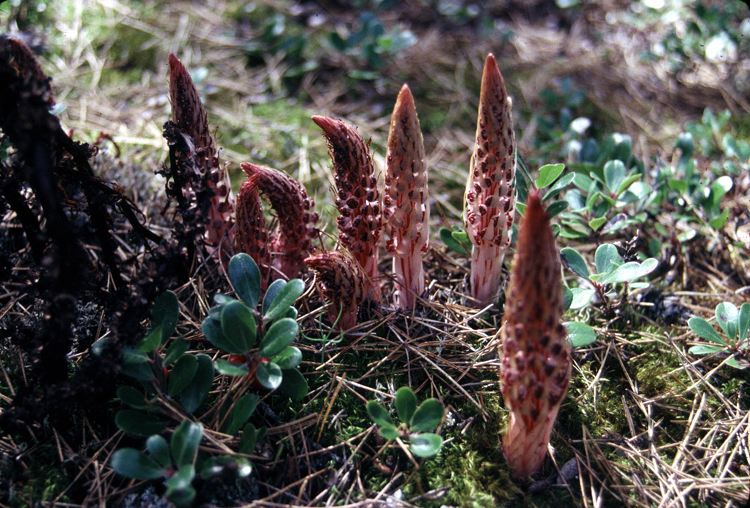
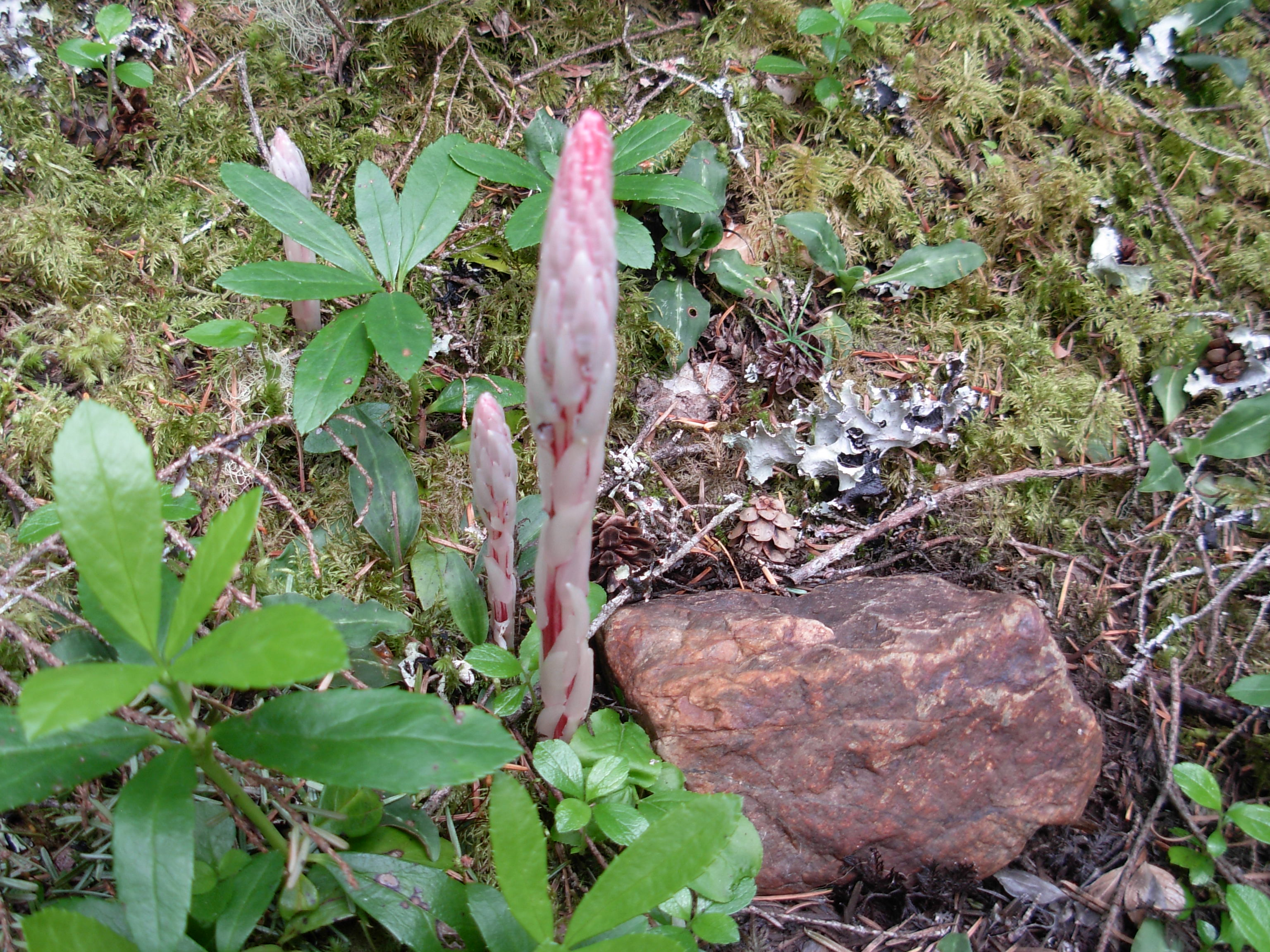
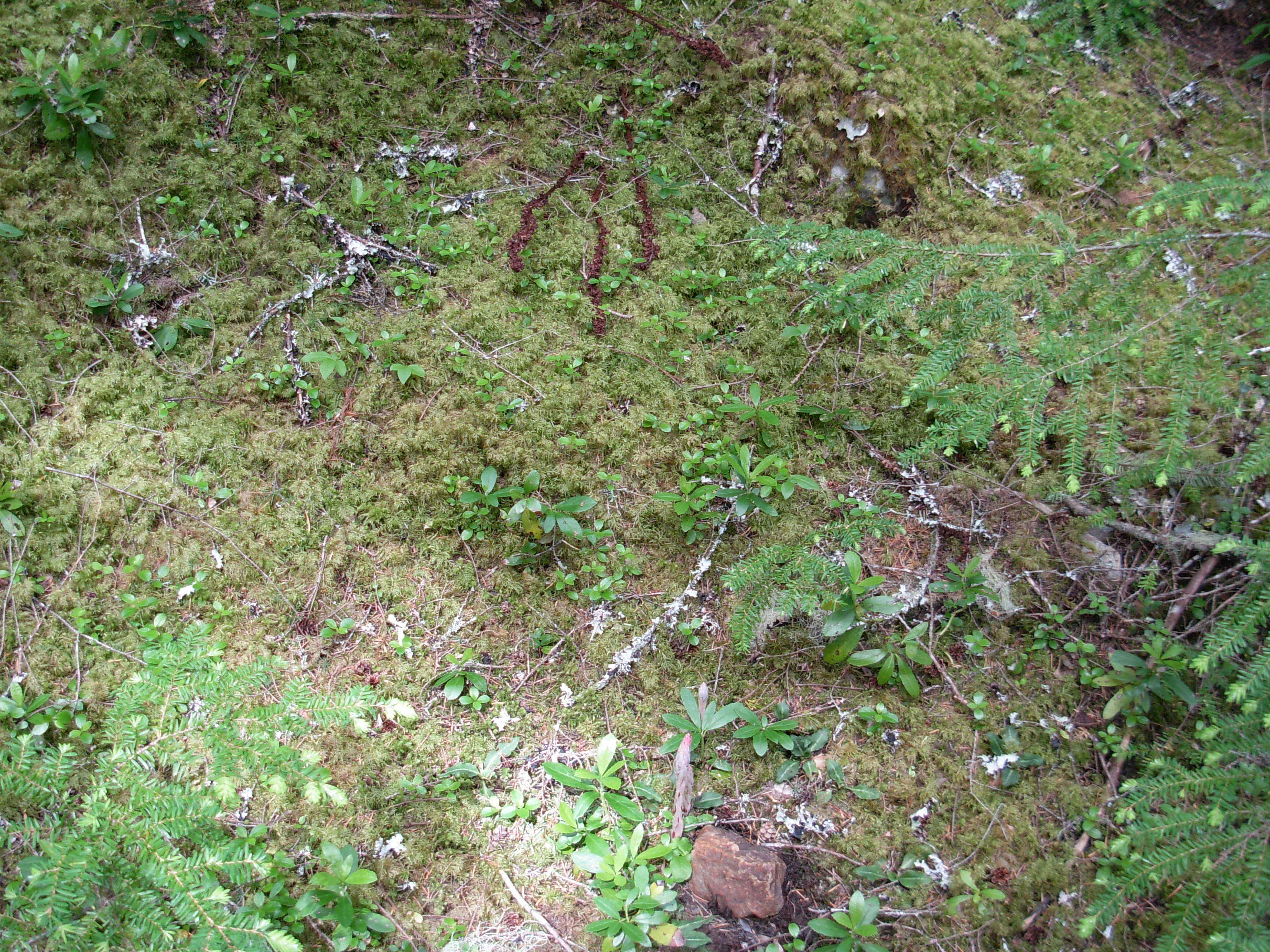
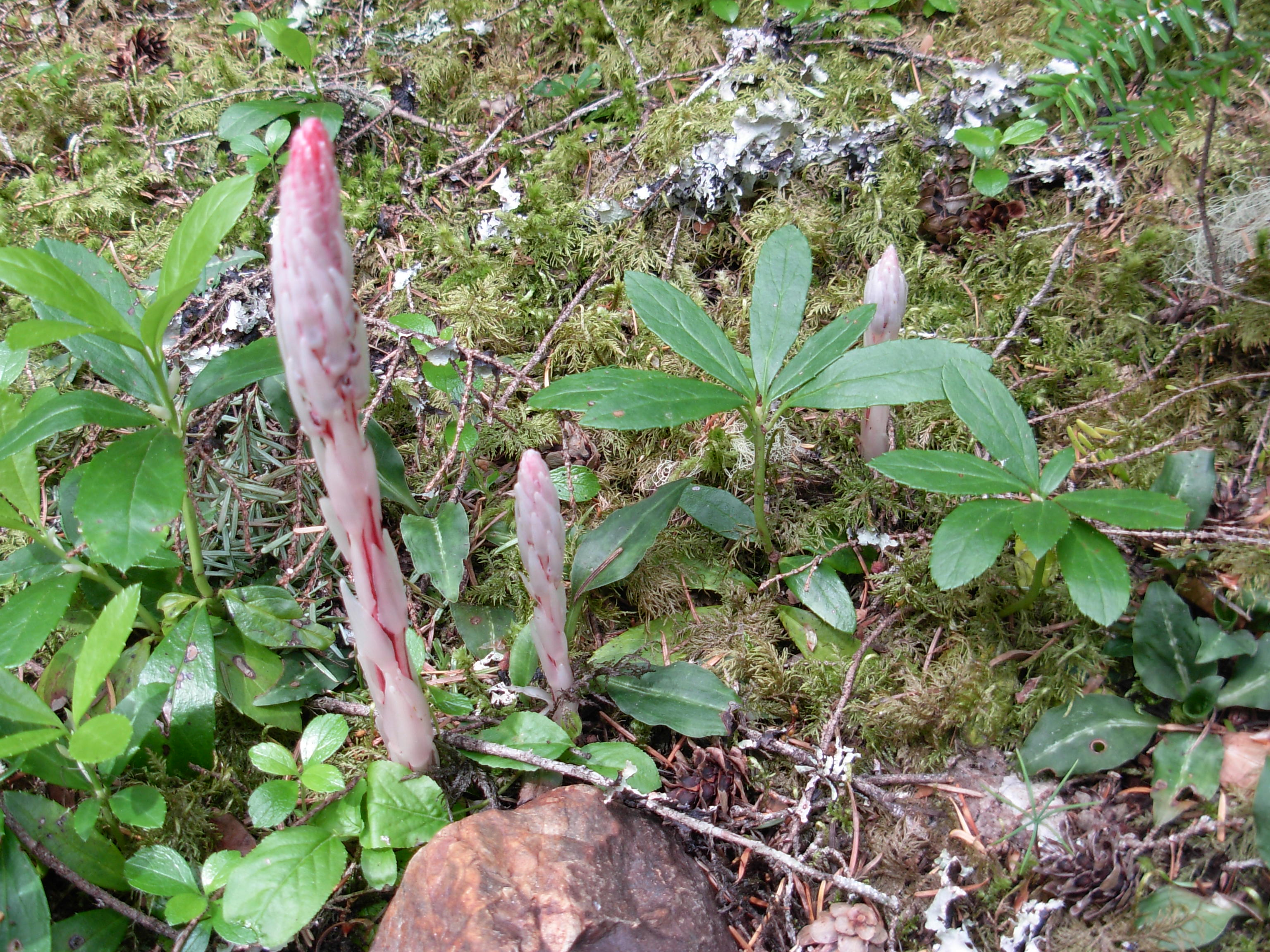
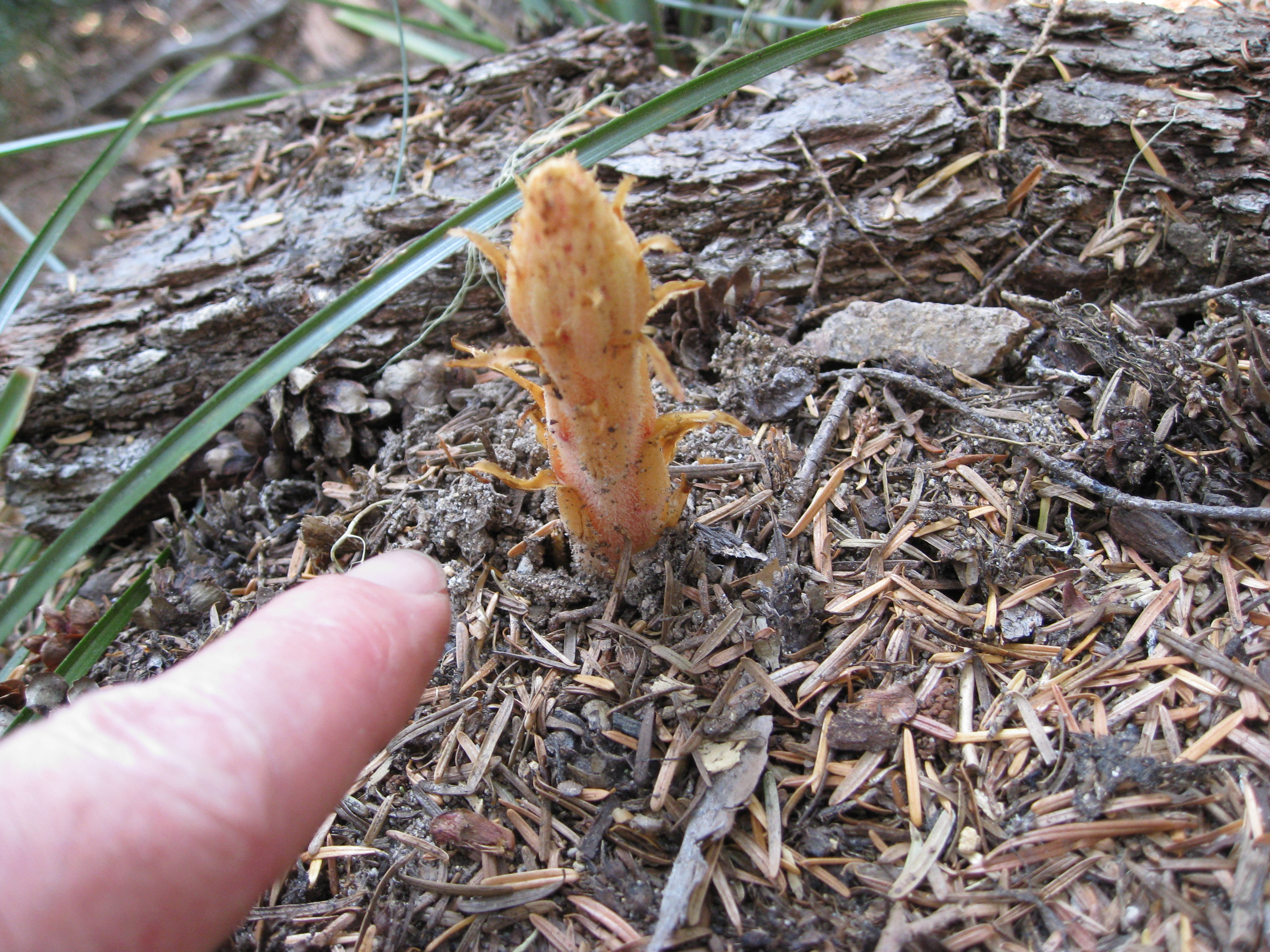